# 応天大街駅
応天大街駅（おうてんだいがいえき）は、中華人民共和国江蘇省南京市建鄴区黄山路と応天大街交差点の南側にある、南京地下鉄7号線の駅である。

## 駅名
事業着手当初は南京地下鉄集団は「応天路駅」の仮称を用いており、2019年11月28日に「応天大街駅」を駅名として第一次公示され、2020年1月18日に第一次公示のより駅名が「応天大街駅」に決定したことが発表された。

## 歴史
- 2023年12月28日7号線の駅として開業[3]。

## 駅構造

### のりば
| 番線 | 路線            | 行先                      | 行先          |
| ---- | --------------- | ------------------------- | ------------- |
|      | 南京地下鉄7号線 | 暁荘・丁家荘・尭化門 方面 | 仙新路駅 行き |
|      | 南京地下鉄7号線 | 螺塘路・夢都大街東 方面   | 西善橋駅 行き |

## 隣の駅
南京地下鉄
■7号線
南湖駅- 応天大街駅- 夢都大街東駅